# Neven Majstorović
Neven Majstorović (Belgrado, 17 marzo 1989) è un pallavolista serbo.
Gioca nel ruolo di libero nell'Universitatea Craiova.

## Carriera
La carriera di Neven Majstorović inizia nella stagione 2007-08 quando escordisce con la maglia della Stella Rossa in Superliga: resta legato al club di Belgrado quattro stagioni vincendo lo scudetto 2007-08 e due Coppe di Serbia; in questo periodo fa parte delle nazionali giovanili serbe.
Per il campionato 2011-12 si accasa allo Jedinstvo Stara Pazova, dove resta per due stagioni, mentre nella stagione 2013-14 passa al Partizan, sempre in Superliga, a cui resta legato altre due annate; nel 2014 ottiene le prime convocazioni nella nazionale maggiore, aggiudicandosi nel 2015 la medaglia d'argento alla World League.
Nella stagione 2015-16 si trasferisce in Polonia per giocare con il Czarni Radom, in Polska Liga Siatkówki; vince con la nazionale la medaglia d'oro alla World League 2016. Viene poi ingaggiato, nella stagione 2016-17, dal club francese del Rennes, in Ligue A; con la nazionale conquista la medaglia di bronzo al campionato europeo 2017.
Nell'annata 2017-18 difende i colori dell'Arcada Galați, nella Divizia A1 rumena, mentre in quella seguente passa ai connazionali dell'Universitatea Craiova. Con la nazionale vince la medaglia d'oro al campionato europeo 2019.

## Palmarès

### Club
- Campionato serbo: 1

2007-08
- Coppa di Serbia: 2

2008-09, 2010-11

### Nazionale (competizioni minori)
- Memorial Hubert Wagner 2016